# O.T. Genasis
O.T. Genasis, de son vrai nom Odis Flores, né le 18 juin 1987 à Atlanta en Géorgie, est un rappeur et chanteur américano-bélizien. G-Unit Records le signe en 2011, et il publie sa première mixtape en 2012. Il est actuellement membre au label Conglomerate Records. Durant sa carrière, il publie des chansons comme Touchdown (Remix) avec Busta Rhymes et French Montana, mais ne se popularise qu'à partir de la publication de sa chanson CoCo.

## Biographie
Odis Flores est né à Atlanta de parents béliziens immigrés aux États-Unis et grandit à Long Beach en Californie,. G-Unit Records du rappeur 50 Cent le signe en 2011, et Flores publie sa première mixtape, Black Belt, en 2012. Après un mauvais départ au label G-Unit, O.T. Genasis consolide véritablement sa carrière lorsqu'il attire l'attention de Busta Rhymes en jouant son single Touchdown quatre fois d'affilée devant un public totalement subjugué. O.T. Genasis se joint alors au label Conglomerate Entertainment de Busta, et signe un contrat de distribution au label parent Atlantic Records. Ensemble, ils publient une nouvelle version de la chanson Touchdown de Genasis aux côtés de French Montana. Flores explique avoir « beaucoup appris de 50 Cent. »
Le 13 octobre 2014, O.T. Genasis publie le clip vidéo de son single CoCo sur YouTube, une déclaration d’amour à la cocaïne,. En quatre mois, le clip totalise près de 90 millions de vues. Des chanteuses comme Miley Cyrus déclarent leur fascination pour cette chanson. La chanson atteint même les classements musicaux à l'international. À la suite de ce succès, Genasis prévoit la publication de son premier album studio en 2015. 
En 2015, il annonce sa mixtape RnB (Rhythm and Bricks), et publie quelques chansons comme Cut It avec Young Dolph qui y sont extraites. En octobre 2015, Genasis participe aux BET Hip HopAwards. La même année, le clip vidéo de sa chanson Do It se classe troisième du Top 10 des singles de la semaine par HipHopDX.
Le 14 mars 2020, il devient papa d’un fils, Ace, né de sa relation avec Malika Haqq, meilleure amie de Khloe Kardashian.

## Discographie

### Mixtapes
- 2012 : Black Belt
- 2014 : World We Live In
- 2015 : RnB (Rhythm and Bricks)

### Singles
| Titre                          | Meilleure position | Meilleure position | Meilleure position | Meilleure position | Meilleure position | Meilleure position | Meilleure position | Meilleure position | Album          |
| Titre                          | US                 | US Rap             | R&B                | CAN                | FR                 | FLA                | WAL                | SUI                | Album          |
| ------------------------------ | ------------------ | ------------------ | ------------------ | ------------------ | ------------------ | ------------------ | ------------------ | ------------------ | -------------- |
| CoCo                           | 20                 | 4                  | 5                  | 37                 | 23                 | 16                 | 22                 | 64                 | --             |
| Cut It (featuring Young Dolph) | 85                 | 15                 | 25                 | --                 | --                 | --                 | --                 | --                 | Rythm & Bricks |